# Casa de Paquio Próculo

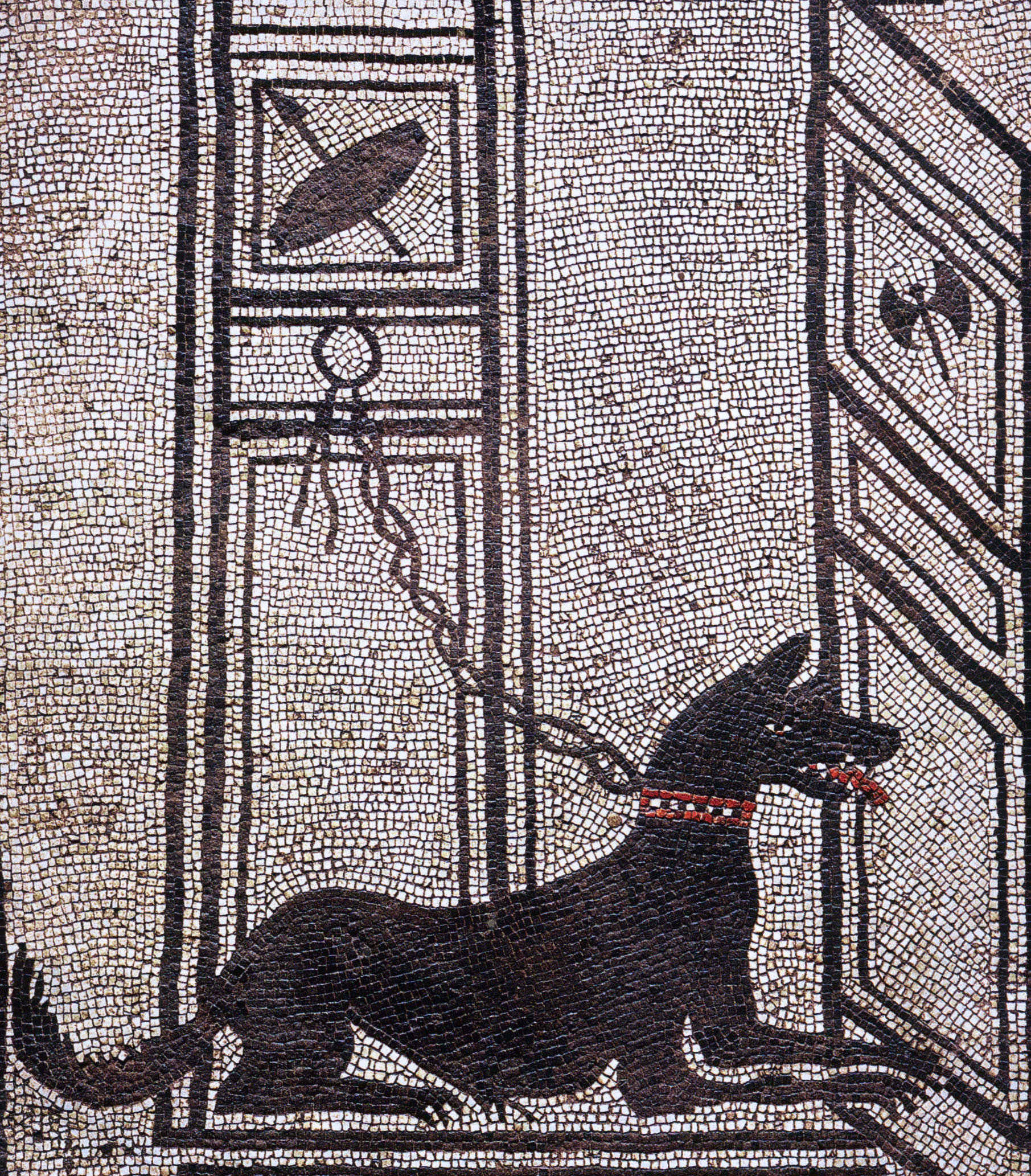
Mosaico con representación de perro guardián Cave canem en la entrada a la casa.

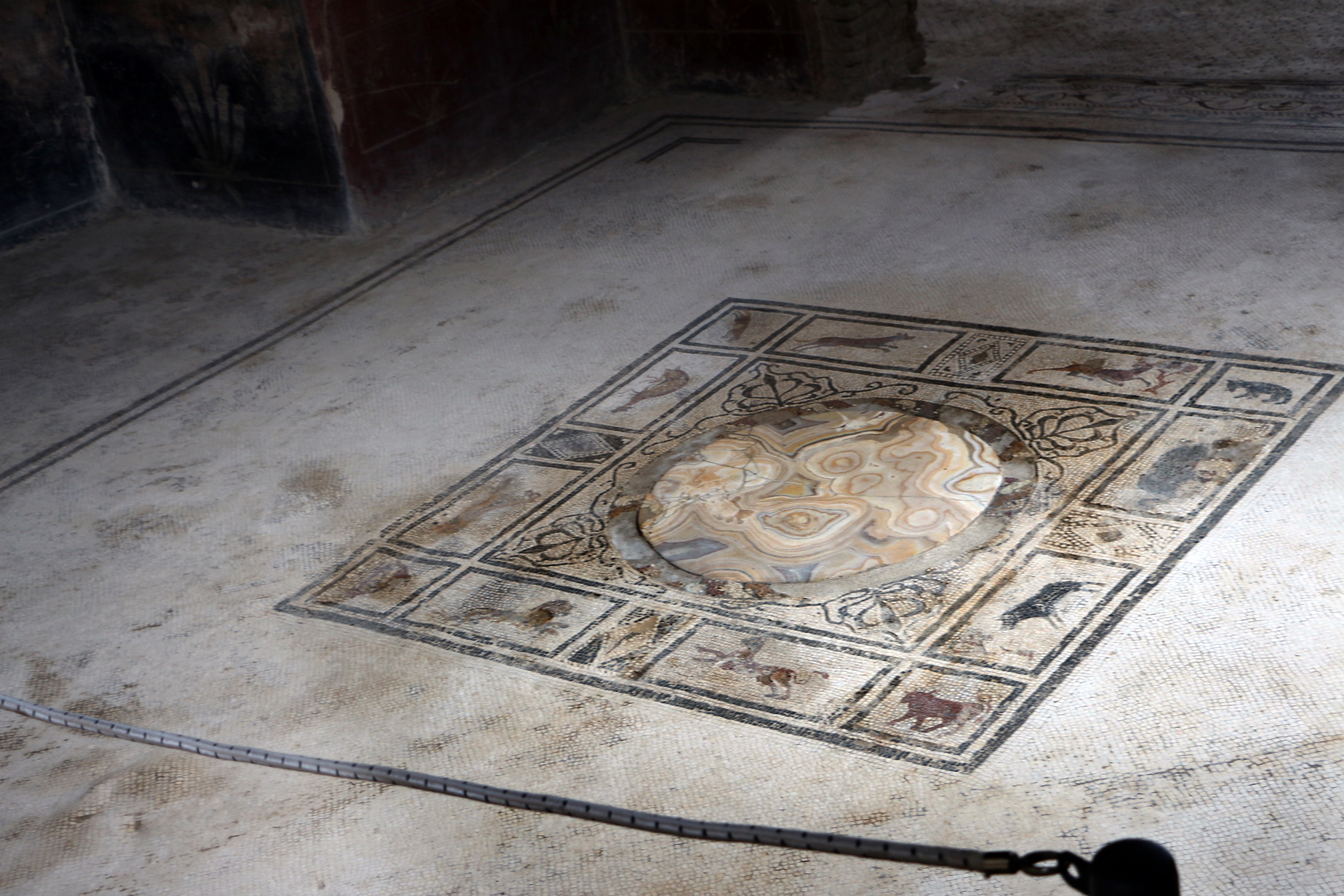
Tablinum con mosaico figurativo de animales y panel de alabastro.

La casa de Paquio Próculo, también conocida como casa de C. Cuspio Pansa, es un edificio residencial situada en la vía de la Abundancia de Pompeya (I 7, 1). Es de tipo samnita del siglo II a. C., que fue excavada en 1911 y, posteriormente, de 1923 a 1926. Está bellamente decorada con mosaicos pavimentales y pinturas en sus paredes.

## Descripción
La casa se llama así porque se atribuye al panadero (pistor) Paquio Próculo, que llegó a ser duoviro de Pompeya. Según la propaganda electoral, sería uno de los ciudadanos más influyentes de la zona. No obstante, hay dudas de que el propietario de esta casa fuese el dueño de la panadería adyacente a la casa, y por tanto, que su oficio real fuese el de panadero. También el nombre del propietario de la casa es incierto. Las inscripciones electorales de la fachada mencionan tres veces a Paquius Proculus y tres veces a C. Cuspius Pansa. La casa en sí no tiene nombre. Solo aparecen las letras PPP en un ánfora, aunque no se sabe con certeza si esta abreviatura se refiere al propietario de la casa o a un proveedor. De la casa procede una lámpara de bronce artísticamente diseñada con la cabeza del dios Amón como asa.
La antigua domus que tiene dos plantas, tiene un amplio peristilo y un atrio (atrium) toscano con compluvio e impluvio cubierto con un gran mosaico en blanco y negro (con algunas secciones en color) que ya estaba dañado en el momento de la erupción volcánica del año 79. Probablemente se estaría renovando por los daños causados por el terremoto del año 62 pues algunas partes del mosaico se encontraron guardadas en un armario. El mosaico del suelo presenta un diseño con diversos motivos geométricos y figurativos, principalmente animales y especialmente, aves. Un paralelo de las aves podría encontrarse en la casa de los Pájaros de Itálica, en España. 
El mosaico se extiende hasta las fauces, donde hay una imagen de un perro negro encadenado que protege la entrada. Al atrio le sigue el tablinum, también cubierto de mosaicos. En el centro de la sala hay un panel redondo de alabastro coloreado. Las paredes están pintadas y presentan candelabros sobre un fondo claro. Detrás hay otra gran sala, pintada en el segundo estilo, que se abre al peristilo, con sus paredes pintadas en el tercer estilo. De una sala situada detrás del peristilo procede un colorido mosaico que representa al Sileno ebrio, hoy conservado en el Museo Arqueológico Nacional de Nápoles. Lawrence Richardson Jr. atribuye algunas de las pinturas de paisajes del peristilo al pintor de Boscotrecase.
En el triclinio que da al pórtico del jardín, está representada una escena nilótica, con escenas de pesca de pigmeos en una barca en el Nilo con peces y otros animales. 

## Galería
|                  |
| Vista del atrio. |

|                                        |
| Amplio peristilo con pintura parietal. |

|                                                     |
| Mosaico con león en color y aves en blanco y negro. |

|                              |
| Mosaico con Sileno borracho. |